# Pilská nádrž
Pilská nádrž se nachází 2,6 kilometru vzdušnou čarou severozápadně od obce Bohutín v lesnatém údolí v Brdech. Je vybudována na Pilském potoce, který v tomto údolí pramení ve výšce 772 metrů, východně od sedla mezi Tokem a Brdcemi.
Nádrž byla budována v letech 1849–1853 původně jako zásobárna vody, potřebné pro příbramské doly a hutě, v současnosti představuje největší rezervoár pitné vody pro příbramskou aglomeraci. Původní jméno nádrže znělo Sofiin rybník. Nádrž byla vybudována zhruba v místech původního rybníka Pilka, později pak převzala jeho jméno.
V roce 1854 zde po dlouhodobých deštích došlo k těžké havárii. Hráz se před půlnocí 21. června zcela protrhla, přívalová vlna způsobila veliké materiální škody zejména v Bohutíně, kde také 2 osoby zahynuly. Od té doby procházela nádrž řadou různých rekonstrukcí s omezeným provozem až do roku 1956, kdy byla zahájena zásadní rekonstrukce díla. Až do roku 1983 pak probíhal opět omezený provoz. Teprve 31. prosince 1985 byla nádrž poprvé naplněna až na přelivovou hranu. Drobné opravy a rekonstrukce pak proběhly ještě několikrát, naposledy v roce 2007.
Současná šířka hráze je v koruně 5 m, její délka je 380 m, kóta koruny hráze je 672,7 m a výška hráze je 19 m. Nádrž zadržuje 1 600 000 m³ vody, typické vysokou kyselostí. Plocha zcela zalesněného povodí je 6,6 km² a zatopená plocha je 20,79 ha.

## Okolí
Údolí, ve kterém se nádrž nachází, je zcela zalesněno a je velmi půvabné. Od místa, kde Pilský potok před Bohutínem opouští les až do tzv. Borského sedla (790 m) mezi vrchem Brdce (840 m) a jižním vedlejším vrcholem Toku, je dlouhé 6,8 km. V nejužším místě (poblíž hráze nádrže) je široké 0,9 km, v nejširším – od předvrcholu Brdců (kóta 770 m) na jihu a vrchem Na káni (792 m) na severu pak 2,1 km.
Údolí obklopují vrchy Zavírka (719 m), Brdce (840 m), jižní vedlejší vrchol Toku, Na káni (792 m) a Ohrádka (748 m) ležící v masivu Třemošné (780 m). Nad nádrží se rozkládá rašeliniště, které je však v důsledku některých necitlivých vodohospodářských zásahů v rozpadu.
Údolím prochází lesní silnice ze Strašic na Rokycansku, přes Borské sedlo až nad hráz přehrady. Tady se odpojuje další lesní silnička na sever do Obecnice, pod hrází se pak původní silnice dále větví – do Kozičína a do Bohutína. Oblast je hojně navštěvována turisty, cyklisty, běžkaři a houbaři.

## Přístup
Podél nádrže prochází údolím zelená turistická značka spojující obec Bohutín s místem zvaným Tři Trubky. Kolem nádrže též prochází i modrá značka vycházející z Obecnice a směřující k Rožmitálu pod Třemšínem. A ze severního okraje nádrže vychází krátká žlutá propojka směřující na vrchol Tok. Až k okraji lesa (koupaliště) v Bohutíně zajíždí linka 15 z Příbrami, která má zastávku také v Kozičíně. Jak zde, tak i u koupaliště v Bohutíně se nacházejí menší parkoviště.

## Kanál Struhy
Pilská nádrž byla propojena s níže položenou nádrží Lázskou korytem, které od Lázu dále pokračovalo velkým obloukem až na Březové Hory v Příbrami. Tudy byla vedena voda pro důlní a hutní provozy. Tento zděný povrchový kanál, zvaný také Struhy, dlouhý 17,5 km je u nás zcela ojedinělou technickou památkou. Po roce 1960 však již nebyl udržován a nachází se nyní v žalostném stavu, na řadě míst je i zasypán. Objevily se však návrhy na jeho rekonstrukci.

## Galerie

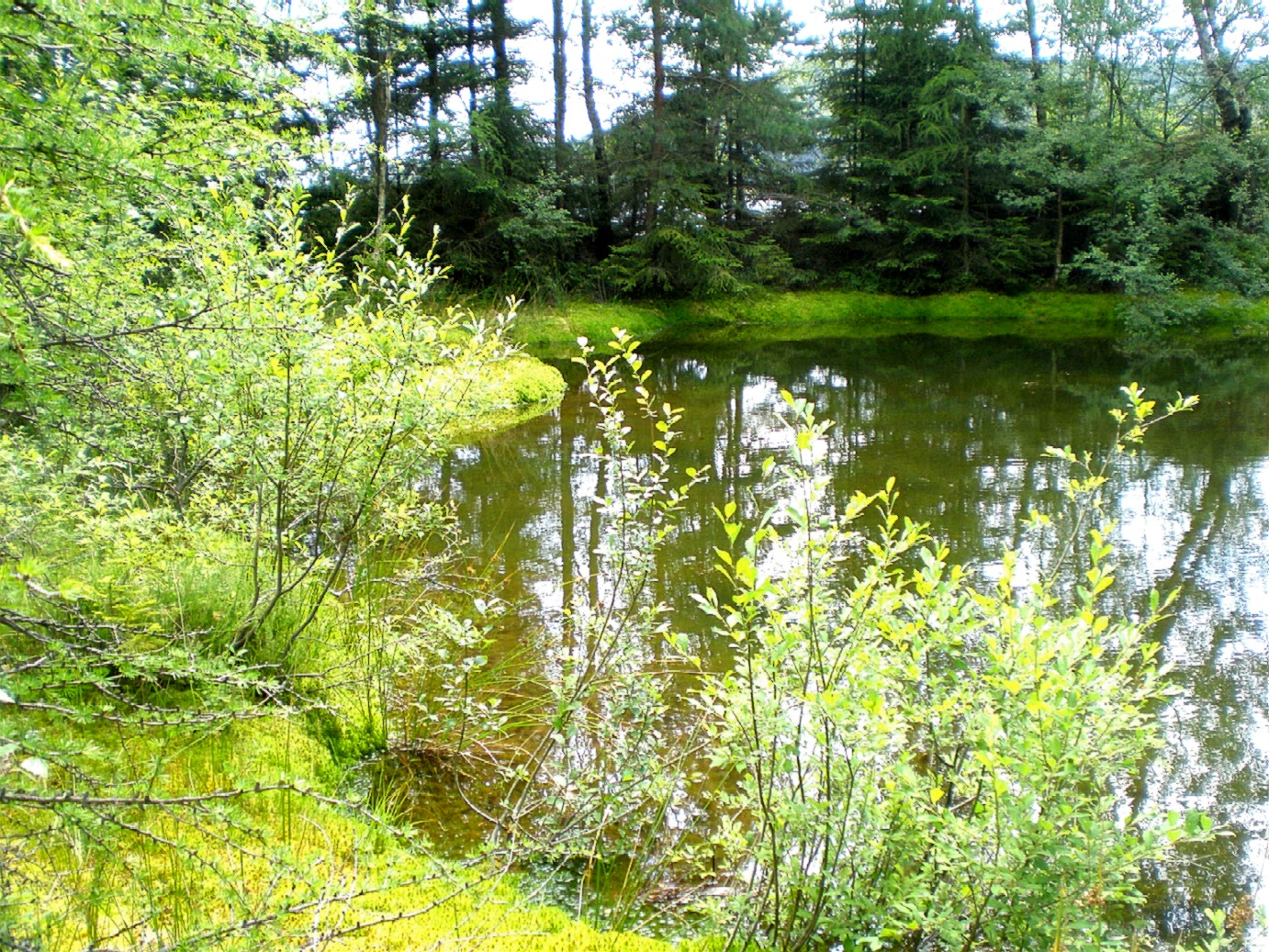
Jezírko u Pilské
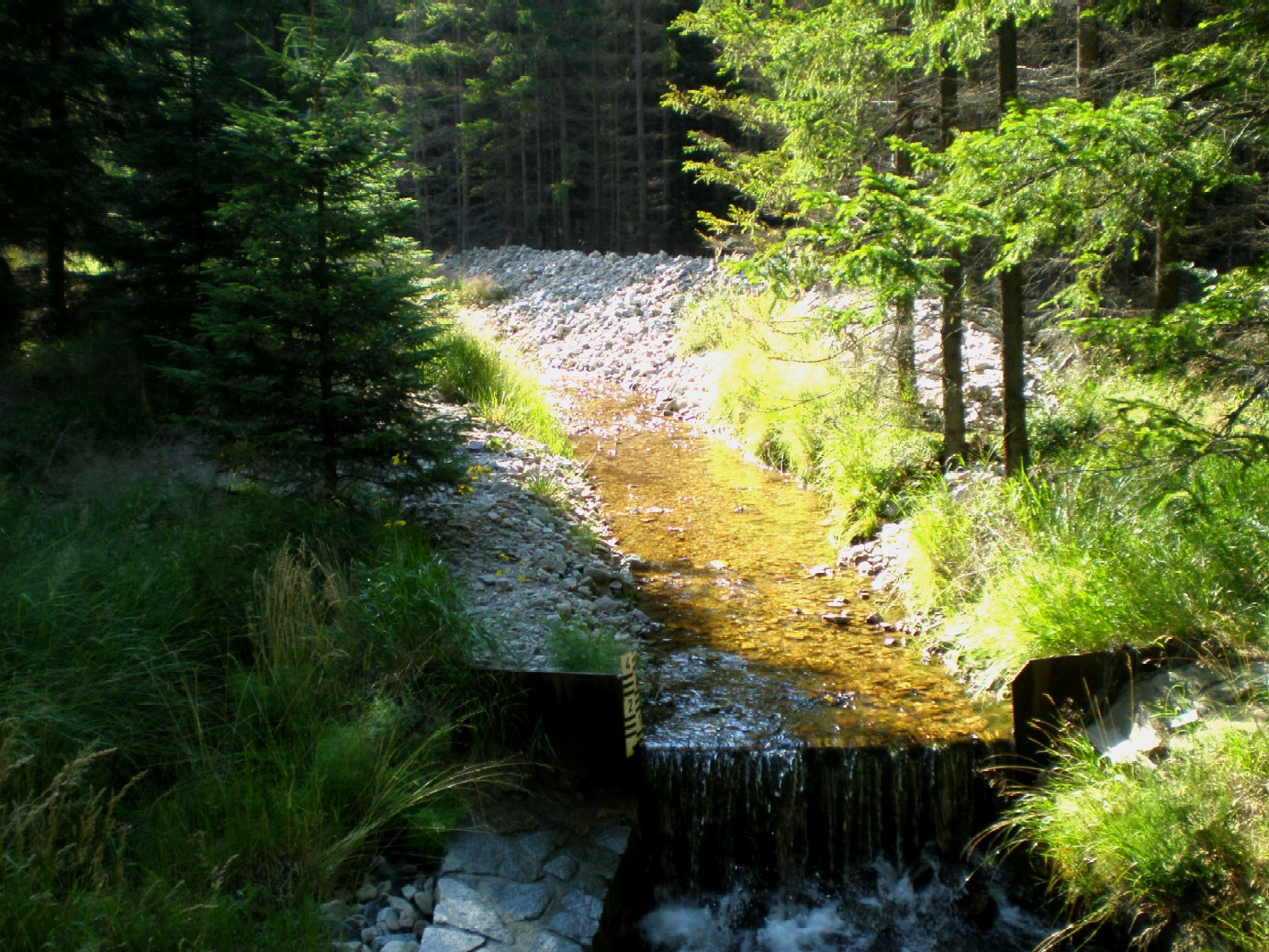
Pilský potok
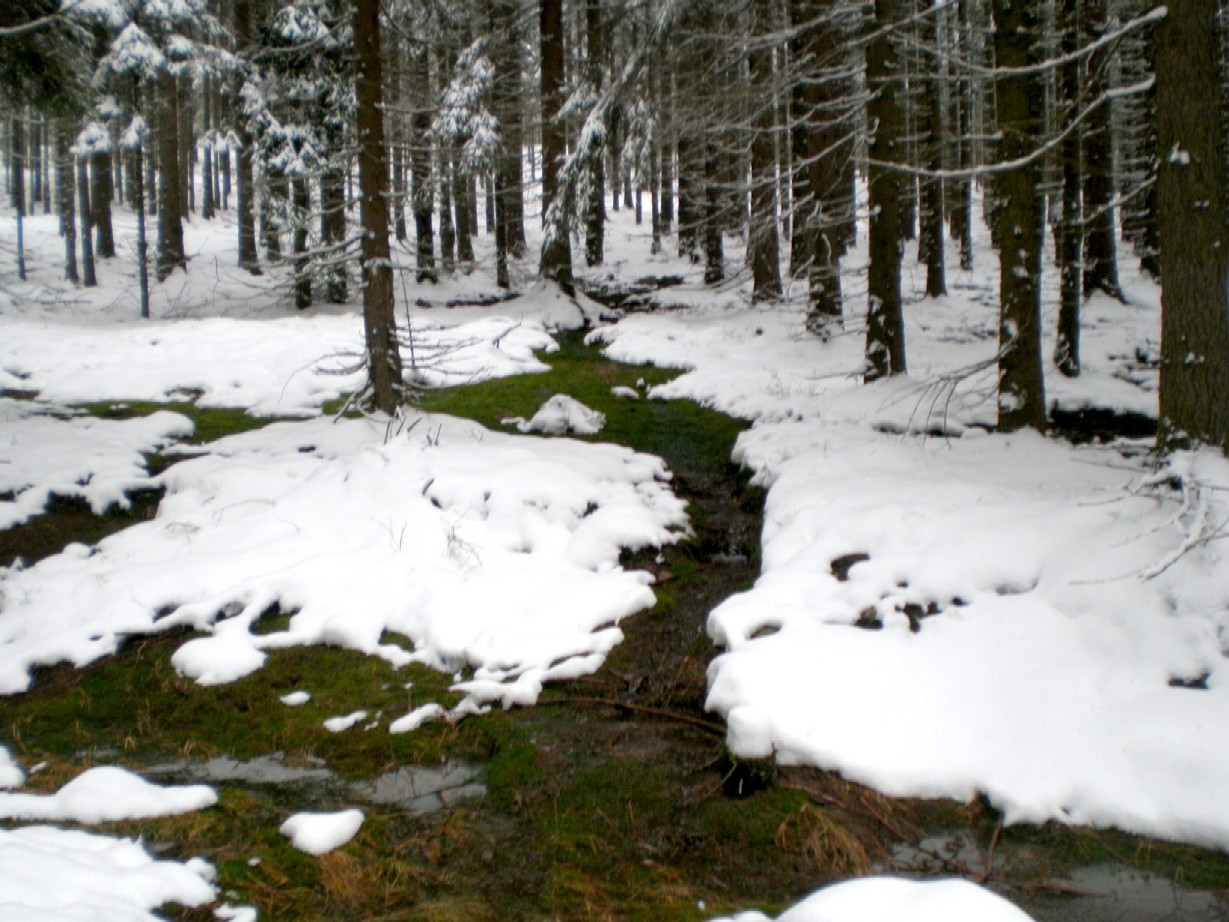
Nad Pilskou